# Jöns & Anders Cederholm

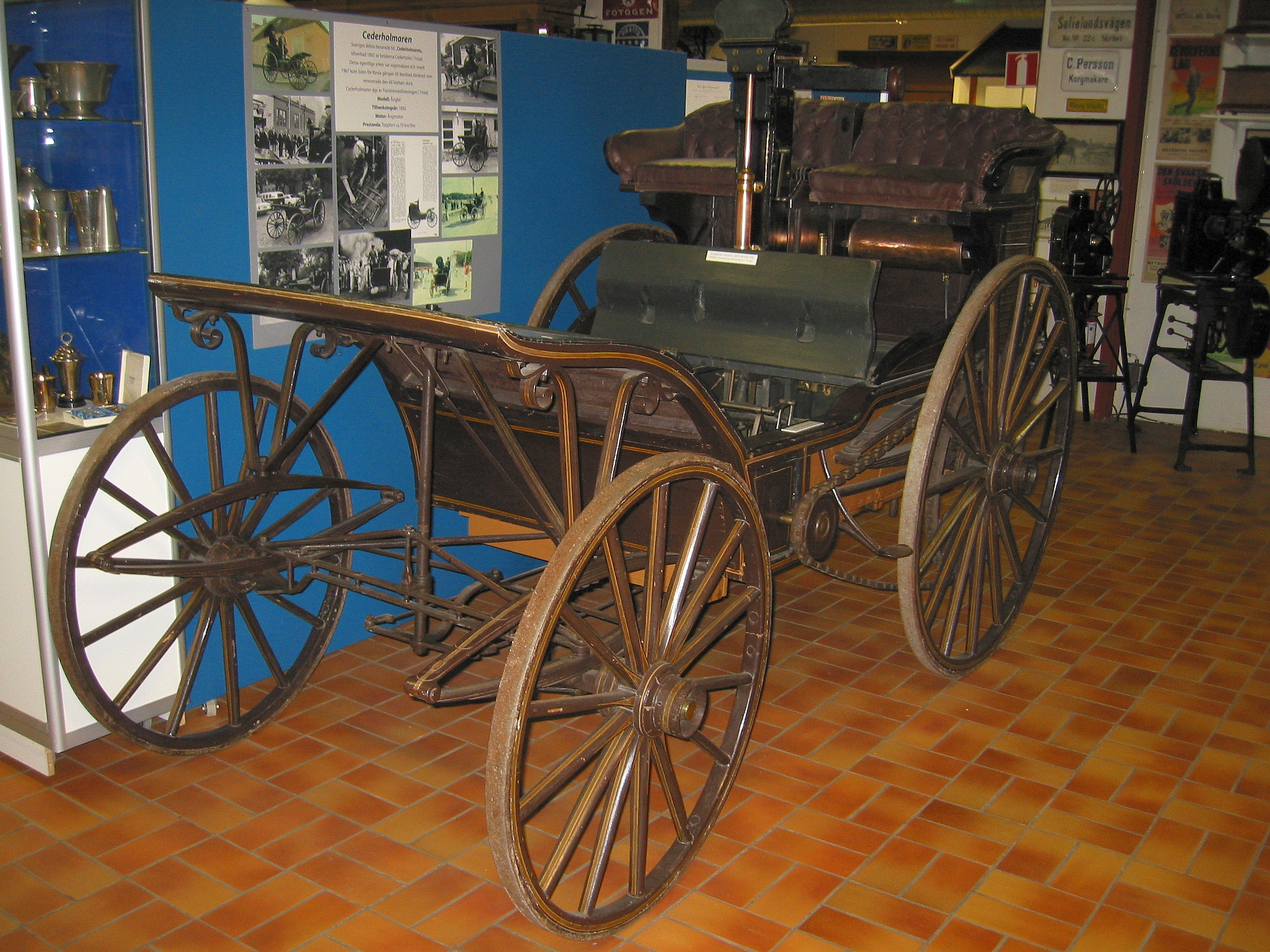
Cederholm von 1894 im Johannamuseet

Jöns & Anders Cederholm war ein schwedischer Hersteller von Automobilen.

## Unternehmensgeschichte
Der Schmied Anders Cederholm und sein Bruder, der Maler Jöns Cederholm, gründeten das Unternehmen in Ystad. Sie konstruierten 1880 oder von 1890 bis 1892 einen Dampfwagen. 1894 entstand ein zweites Fahrzeug.

## Fahrzeuge
Das erste Fahrzeug gilt als das erste oder zweite motorisierte Straßenfahrzeug, das in Schweden hergestellt wurde. Der Dampfmotor verfügte über einen Zylinder. Die Achsen waren starr. Die Höchstgeschwindigkeit war mit 15 km/h angegeben. Zerstört wurde es beim ersten Autounfall in Schweden.
Das zweite Fahrzeug verfügt über einen Zweizylindermotor. Die Hinterachse hat ein Ausgleichsgetriebe. Jörn Cederholm übergab dieses Fahrzeug 1915 an eine Gesellschaft, die es für die Nachwelt erhielt. Zwischen 1966 und 1967 wurde es restauriert und in fahrbereiten Zustand versetzt. Es ist im Johannamuseet in Skurup ausgestellt.